# روستای استپانچیکو
روستای استپانچیکو (روسی: Село Степанчиково и его обитатели) که با عنوان «دوست خانواده» یا «ناشناس» هم از آن نام برده می‌شود، یکی از رمان‌های مهم فیودور داستایفسکی، نویسندهٔ رئالیسم روسی است که مضمونی طنز گونه دارد، این کتاب در سال ۱۸۵۹ برای اولین بار منتشر گردید.

## شرح کوتاهی از کتاب
سرگئی الکساندروویچ، راوی این داستان، از سنت پترزبورگ به املاک عموی خود، سرهنگ ایگور ایلیچ روستانف، احضار و در می‌یابد که یک شارلاتان میانسال به نام فام فومیچ اوپیسکین، اشراف و مالکین اطراف را به بهانهٔ به زعم خودش خصلت تهاجمی، خودخواهی و کینه‌توزی وی تحریک و املاک وی را غصب کرده‌است، سرهنگ ایگور در وصیت‌نامه‌اش از سرگئی پرسیده که آیا مایل به ازدواج با ناستنکا هست یا خیر، این در حالی است که ناستنکا دختر جوان فقیری بوده که از قرار معلوم سرهنگ ایگور عموی سرگئی خودش زمانی عاشق دخترک بوده اما به مراد دل نرسیده، در این میان اوپیسکین که ظاهراً از ماجرا خبر داشته، نقشه‌های دیگری در سر می‌پرورانده، او تصمیم گرفته بود که دخترک را به ازدواج یک عقب ماندهٔ ذهنی معلوم‌الحال به نام تاتیانا ایوانوا در آورد.
حمیدرضا آتش‌برآب و مهرداد مهرین این کتاب را به زبان فارسی ترجمه کرده‌اند. 